# Crocidura voi
Crocidura voi es una especie de musaraña (mamífero placentario de la familia Soricidae).

## Distribución geográfica
Se encuentra en Etiopía, Kenia, Malí, Nigeria, Somalia y Sudán.